# Drepanoctonus bicolor
Drepanoctonus bicolor là một loài tò vò trong họ Ichneumonidae.